# Orth György
Orth György, Faludy (Budapest, 1901. április 30. – Porto, 1962. január 11.) kora egyik legkiválóbb magyar labdarúgója, később külföldön tevékenykedett labdarúgóedzőként.
Kitűnő fizikai adottságai kifogástalan technikai felkészültséggel, magas fokú játékintelligenciával és taktikai érzékkel párosultak. Kiismerhetetlenül cselezett, okosan hozta játékba társait, ő maga fejjel és lábbal egyaránt veszélyes volt a kapura. Sokoldalúsága egyedülálló volt, szinte minden poszton kitűnő teljesítményre volt képes. A válogatottban többnyire középcsatárt és középfedezetet, tehát irányító szerepkörben játszott, de hátvédként, sőt szükség esetén még a kapuban is helytállt.Sokak szerint jobb volt mint Puskás Ferenc. 

## Családja
Édesanyja Orth Márta. 1923. április 15-én Budapesten, a Terézvárosban feleségül vette Mihályi Vilcsi színésznőt, 1927-ben váltak el. Második felesége Füzess Anna színésznő volt.

## Sportpályafutása

### Klubcsapatokban
A Vasas ifjúsági csapatában kezdte a labdarúgást, majd az MTK középcsatára lett és 1917. november 4-én volt első alkalommal válogatott. Miután 1925 őszén Bécsben súlyosan megsérült, csak az 1926 – 27. évi profi-bajnokságban játszott ismét a Hungária FC csapatában. Az MTK színeiben 1918-1925 között 8 bajnoki aranyat nyert és háromszor volt gólkirály (1920-1922).

### A válogatottban
1917 és 1927 között 32 alkalommal szerepelt a válogatottban és 13 gólt szerzett. Tagja volt az 1924. évi nyári olimpiai játékokon sikertelenül szereplő válogatottnak.

### Edzőként
Aktív labdarúgó-pályafutása után Olaszországban, Németországban, Franciaországban, Mexikóban, Chilében, Argentínában, Peruban, Kolumbiában és Portugáliában volt edző.
A chilei labdarúgó-válogatottnak három alkalommal 1930-1932, 1942-1944 és 1948-1949 között volt szövetségi kapitánya. Uruguayban az I., az 1930-as labdarúgó-világbajnokságon az 5. helyezett Chile szakmai irányítója. A bemutatkozás jól sikerült. Legyőzték Mexikót és Franciaországot kapott gól nélkül. Az Argentína elleni 3–1-es vereségük a második helyet jelentette a csoportjukban, ez azonban nem jelentett továbbjutást érő pozíciót.

## Emlékezete
- Orth György-életműdíj (Orth György-díj)

## Statisztika

### Mérkőzései a válogatottban

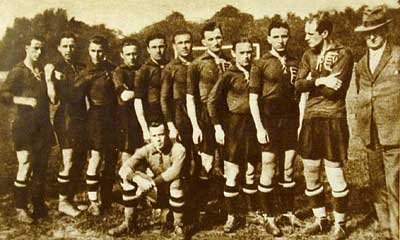
Fogl Károly, Opata Zoltán, Hirzer Ferenc, Jeny Rudolf, Eisenhoffer József, Guttmann Béla, Mándi Gyula, Obitz Gábor, Braun József, Orth György, Kiss Gyula.

| Magyarország | Magyarország         | Magyarország                    | Magyarország  | Magyarország | Magyarország      | Magyarország          | Magyarország | Magyarország                |
| #            | Dátum                | Helyszín                        | Hazai         | Eredmény     | Vendég            | Kiírás                | Gólok        | Esemény                     |
| ------------ | -------------------- | ------------------------------- | ------------- | ------------ | ----------------- | --------------------- | ------------ | --------------------------- |
| 1.           | 1917. november 4.    | Bécs, WAC-Platz                 | Ausztria      | 1 – 2        | Magyarország      | barátságos            | -            |                             |
| 2.           | 1918. június 2.      | Bécs, WAC-Platz                 | Ausztria      | 0 – 2        | Magyarország      | barátságos            | -            |                             |
| 3.           | 1919. április 6.     | Budapest, Üllői úti pálya       | Magyarország  | 2 – 1        | Ausztria          | barátságos            | 1            | 45'                         |
| 4.           | 1919. október 5.     | Bécs, WAC-Platz                 | Ausztria      | 2 – 0        | Magyarország      | barátságos            | -            |                             |
| 5.           | 1919. november 9.    | Budapest, Hungária körúti pálya | Magyarország  | 3 – 2        | Ausztria          | barátságos            | 1            | 27'                         |
| 6.           | 1920. október 24.    | Berlin, Deutsches Stadion       | Németország   | 1 – 0        | Magyarország      | barátságos            | -            |                             |
| 7.           | 1921. április 24.    | Bécs, Simmering-pálya           | Ausztria      | 4 – 1        | Magyarország      | barátságos            | 1            | 67'                         |
| 8.           | 1921. június 5.      | Budapest, Hungária körúti pálya | Magyarország  | 3 – 0        | Németország       | barátságos            | -            | 28'                         |
|              | 1921. október 23.    | Budapest, Hungária körúti pálya | Magyarország  | 3 – 2        | Közép-Németország | barátságos            | -            | ?' (11-esből) ?' (11-esből) |
| 9.           | 1921. november 6.    | Budapest, Üllői úti pálya       | Magyarország  | 4 – 2        | Svédország        | barátságos            | 3            | 15' 49' 54'                 |
| 10.          | 1922. április 30.    | Budapest, Hungária körúti pálya | Magyarország  | 1 – 1        | Ausztria          | barátságos            | -            |                             |
| 11.          | 1922. június 15.     | Budapest, Üllői úti pálya       | Magyarország  | 1 – 1        | Svájc             | barátságos            | -            | 68'                         |
| 12.          | 1922. november 26.   | Budapest, Üllői úti pálya       | Magyarország  | 1 – 2        | Ausztria          | barátságos            | -            |                             |
| 13.          | 1923. március 4.     | Genova, Marassi-stadion         | Olaszország   | 0 – 0        | Magyarország      | barátságos            | -            |                             |
| 14.          | 1923. március 11.    | Lausanne                        | Svájc         | 1 – 6        | Magyarország      | barátságos            | 2            | 55' 77'                     |
| 15.          | 1923. október 28.    | Budapest, Üllői úti pálya       | Magyarország  | 2 – 1        | Svédország        | barátságos            | -            |                             |
| 16.          | 1924. május 4.       | Budapest, Hungária körúti pálya | Magyarország  | 2 – 2        | Ausztria          | barátságos            | -            |                             |
| 17.          | 1924. május 18.      | Zürich, Sportplatz Förrlibuck   | Svájc         | 4 – 2        | Magyarország      | barátságos            | -            |                             |
| 18.          | 1924. május 26.      | Párizs, Bergeyre-pálya (FRA)    | Magyarország  | 5 – 0        | Lengyelország     | olimpia, első forduló | -            |                             |
| 19.          | 1924. május 29.      | Párizs, Stade-Paris pálya (FRA) | Egyiptom      | 3 – 0        | Magyarország      | olimpiai nyolcaddöntő | -            |                             |
| 20.          | 1924. augusztus 31.  | Budapest, Üllői úti pálya       | Magyarország  | 4 – 0        | Lengyelország     | barátságos            | 1            | 59'                         |
| 21.          | 1924. szeptember 14. | Bécs, Hohe Warte                | Ausztria      | 2 – 1        | Magyarország      | barátságos            | 1            | 45'                         |
| 22.          | 1924. szeptember 21. | Budapest, Üllői úti pálya       | Magyarország  | 4 – 1        | Németország       | barátságos            | -            |                             |
| 23.          | 1925. január 18.     | Milánó, Campo Milan             | Olaszország   | 1 – 2        | Magyarország      | barátságos            | -            |                             |
| 24.          | 1925. március 25.    | Budapest, Hungária körúti pálya | Magyarország  | 5 – 0        | Svájc             | barátságos            | -            |                             |
| 25.          | 1925. május 5.       | Bécs, Hohe Warte                | Ausztria      | 3 – 1        | Magyarország      | barátságos            | -            |                             |
| 26.          | 1925. május 21.      | Budapest, Hungária körúti pálya | Magyarország  | 1 – 3        | Belgium           | barátságos            | -            | 46'                         |
| 27.          | 1925. július 12.     | Stockholm                       | Svédország    | 6 – 2        | Magyarország      | barátságos            | -            |                             |
| 28.          | 1925. július 19.     | Krakkó, Wisla-pálya             | Lengyelország | 0 – 2        | Magyarország      | barátságos            | -            |                             |
| 29.          | 1926. december 26.   | Porto                           | Portugália    | 3 – 3        | Magyarország      | barátságos            | -            |                             |
| 30.          | 1927. április 10.    | Budapest. Üllői úti pálya       | Magyarország  | 3 – 0        | Jugoszlávia       | barátságos            | 1            | 34'                         |
| 31.          | 1927. június 12.     | Budapest. Üllői úti pálya       | Magyarország  | 13 – 1       | Franciaország     | barátságos            | 2            | 25' 26'                     |
| 32.          | 1927. október 9.     | Budapest, Hungária körúti pálya | Magyarország  | 1 – 2        | Csehszlovákia     | barátságos            | -            |                             |
|              | Összesen             |                                 |               | 32           | mérkőzés          |                       | 13           | gól                         |